# 金陵图书馆
金陵图书馆是南京市立图书馆，位于江苏省南京市建邺区乐山路158号，馆藏书籍至2009年共有200萬冊。2009年由中华人民共和国文化部评为一级图书馆。